# ビフール
ビフール(Bifur)は『ホビットの冒険』の作中に登場するドワーフ。エレボール遠征へ向かった13人のドワーフの一人。ボフール、ボンブールの従兄弟にあたる。黄色い頭巾をし、ビルボの袋小路屋敷での食後にはクラリネットを奏でた。映画『ホビット』ではウィリアム・キルシャーが演じた。

## 映画『ホビット』
黒と白のツートンカラーからなる頭髪・髭で整えられていない。本来は紳士でおもちゃ職人だったが頭には斧が刺さっているためうまく会話ができず、ドワーフ語（クズドゥル）と身振り（おそらくイグリシュメーク）で意思疎通を行っている。この斧はゴブリンとの戦いの際に刺さってしまった為、遠征はそのオークを探す個人的な目的がある。武器は身の丈ほどの大きな矛。